# Teghut (Tawusz)
Teghut – wieś w Armenii, w prowincji Tawusz. W 2011 roku liczyła 1342 mieszkańców.